# Aeroporto Internacional de Jacksonville
O Aeroporto Internacional de Jacksonville (em inglês: Jacksonville International Airport) (IATA: JAX, ICAO: KJAX) é um aeroporto internacional localizado no Condado de Duval, que serve principalmente a cidade de Jacksonville no norte do estado da Flórida, nos Estados Unidos.